# Boehmeria aspera
Boehmeria aspera är en nässelväxtart som beskrevs av Hugh Algernon Weddell. Boehmeria aspera ingår i släktet Boehmeria och familjen nässelväxter. Inga underarter finns listade i Catalogue of Life.